# Diderot-Effekt
Der Diderot-Effekt ist ein Begriff aus der Konsumforschung. Den Begriff Diderot-Effekt prägte der amerikanische Sozialwissenschaftler und Konsumforscher Grant McCracken in seinem Buch Culture and Consumption (deutsche Übersetzung Kultur und Konsum 1988). Er leitete die Bezeichnung aus dem Sujet eines Essays von Denis Diderot ab; Gründe, meinem alten Hausrock nachzutrauern, Regrets sur ma vieille robe de chambre ou Avis à ceux qui ont plus de goût que de fortune 1772.
Diderot hatte Marie Thérèse Rodet Geoffrin, in deren Salon er gelegentlich Gast war, einen Gefallen erwiesen. Die Salonnière, die für ihre zudringlichen Gefälligkeiten bekannt war, zeigte sich erkenntlich, indem sie Diderots schäbiges Mobiliar durch schönere und bessere Stücke ersetzen ließ und ihm einen neuen scharlachroten Hausrock schenkte, woraufhin er sich von dem alten trennte und feststellen musste, dass die vorher harmonisch wahrgenommene Einrichtung seines Hauses nicht zu dem Mantel passte.

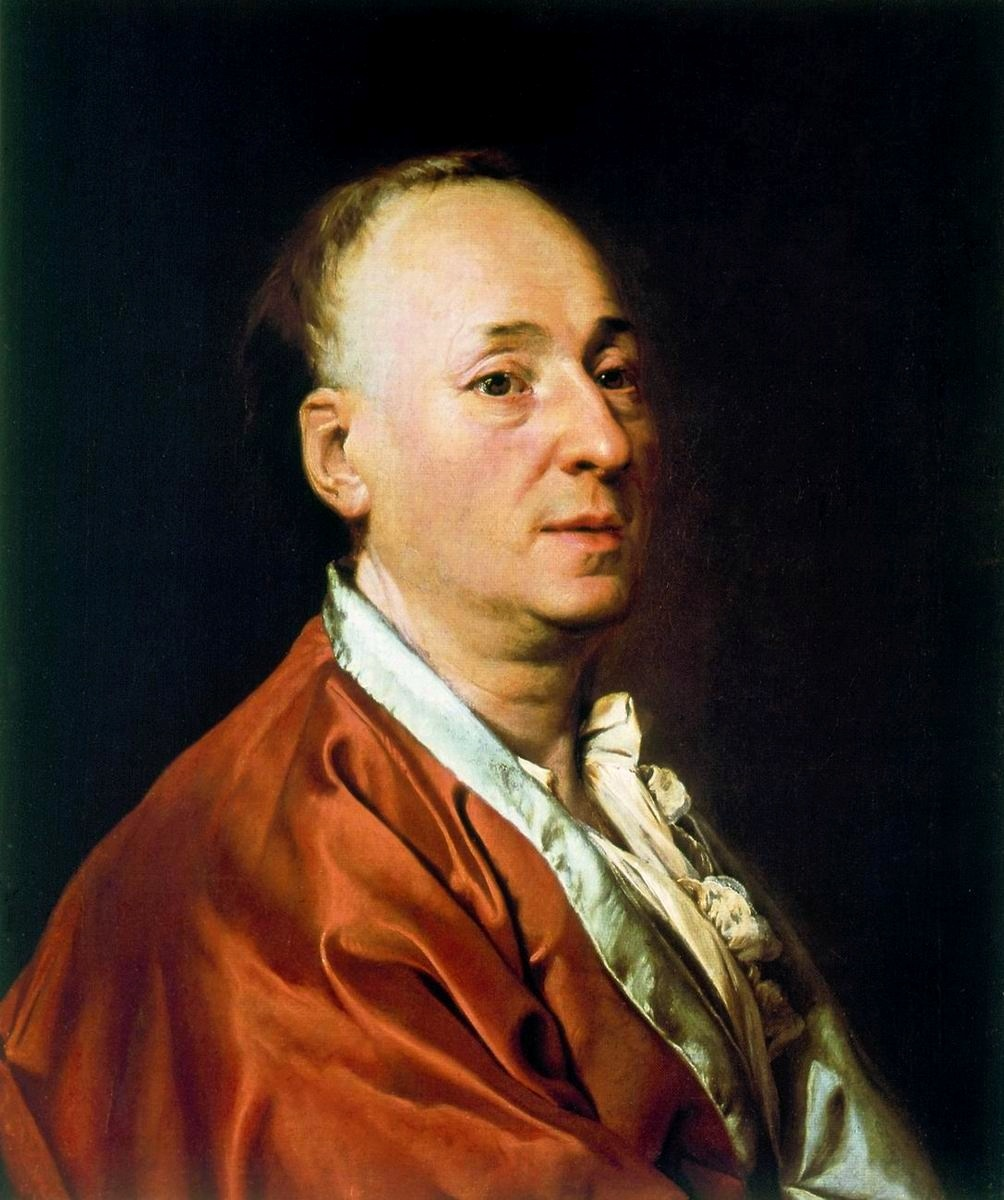
Lewitzki: Diderot im scharlachroten Rock, 1773, Musée d’art et d’histoire, Genf.

In einem Aufsatz von 1772 schrieb er daraufhin:

„Mein alter Hausrock und der ganze Plunder, mit dem ich mich eingerichtet hatte – wie gut passte eins zum anderen! […]“

## Allgemein
Der Diderot-Effekt beschreibt, wie Menschen, nachdem sie einen Gegenstand gekauft oder bekommen haben, in den Zwang geraten können, weitere Käufe zu tätigen, um ein passendes Gesamtbild zu schaffen. Jemand kauft zum Beispiel einen neuen Sessel, der farblich nicht zu den vorhandenen Sesseln in seiner Wohnung passt. Dadurch entsteht das Bedürfnis, auch die vorhandenen restlichen Sessel durch ins Gesamtbild passende zu ersetzen. Dadurch passt dann aber etwa der Schrank nicht mehr ins Gesamtbild und muss ebenfalls ersetzt werden. 
Der Effekt lässt sich auch auf die empfundene Wertigkeit von Objekten übertragen: Ein neues, höherwertiges Objekt führt zu einer Unzufriedenheit mit den noch vorhandenen, nun im Vergleich als geringwertig empfundenen Gegenständen und kann somit eine Konsum-Kettenreaktion auslösen.
Umgekehrt können Menschen zu einer Kaufzurückhaltung neigen, um genau diesen Effekt zu vermeiden.
Der beschriebene Effekt wird auch heute noch in der Werbepsychologie beachtet.